# Miłosław (gmina)
Miłosław est une gmina mixte du powiat de Września, Grande-Pologne, dans le centre-ouest de la Pologne. Son siège est la ville de Miłosław, qui se situe environ 16 km au sud-ouest de Września et 45 km au sud-est de la capitale régionale Poznań.
La gmina couvre une superficie de 132,26 km2 pour une population de 10 266 habitants en 2006.

## Géographie

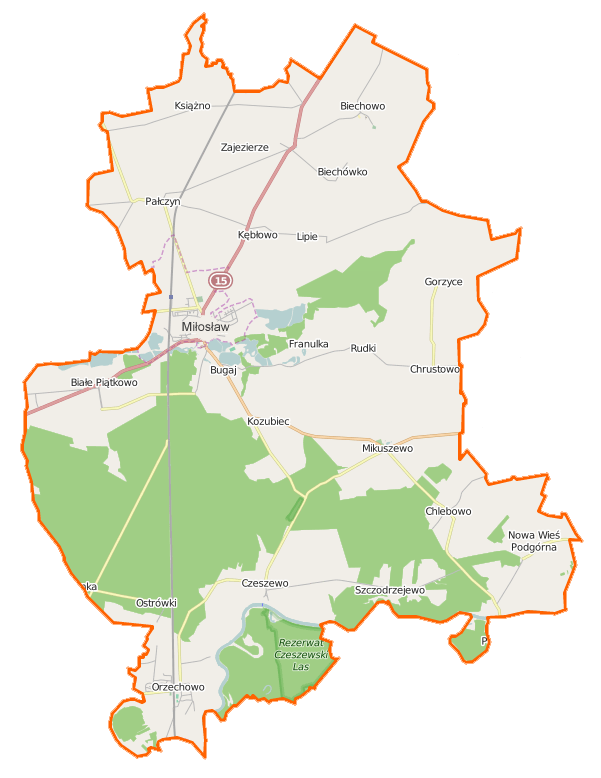
Plan de la gmina.

Outre la ville de Miłosław, la gmina inclut les villages et les localités de :
- Białe Piątkowo
- Biechowo
- Bugaj
- Chlebowo
- Chrustowo
- Czeszewo
- Gorzyce
- Kębłowo
- Kozubiec
- Książno
- Lipie
- Mikuszewo
- Nowa Wieś Podgórna
- Orzechowo
- Pałczyn
- Rudki
- Skotniki

### Gminy voisines
La gmina de Miłosław est bordée des gminy de :
- Dominowo
- Kołaczkowo
- Krzykosy
- Nowe Miasto nad Wartą
- Środa Wielkopolska
- Września
- Żerków

## Structure du terrain
D'après les données de 2002 la superficie de la commune de Miłosław est de 132,26 km2, répartis comme tel :
- terres agricoles : 59 %
- forêts : 30 %

La commune représente 18,78 % de la superficie du powiat.

## Démographie
Données du 30 juin 2004 :
| Description        | Total  | Total | Femmes | Femmes | Hommes | Hommes |
| ------------------ | ------ | ----- | ------ | ------ | ------ | ------ |
| Unité              | Nombre | %     | Nombre | %      | Nombre | %      |
| population         | 10 281 | 100   | 5 191  | 50,5   | 5 090  | 49,5   |
| Densité (hab./km²) | 77,7   | 77,7  | 39,2   | 39,2   | 38,5   | 38,5   |